# 娜夫巴霍爾·哈米多娃
娜夫巴霍尔·哈米多娃（2001年2月7日—）是一名烏茲別克女子拳擊運動員，級別為次中量級。她曾在2023年世界女子拳擊錦標賽中贏得一枚獎牌。她也是亞洲拳擊錦標賽的兩次獎牌得主。

## 運動生涯
哈米多娃在2021年亞洲拳擊錦標賽輸給瓦倫蒂娜·哈爾佐娃而獲得銀牌。翌年，她在2022年亞洲拳擊錦標賽中擊敗Choi Hong-eun贏得金牌。
2021年9月底，哈米多娃在莫斯科國際軍事體育理事會主辦的第58屆世界軍事錦標賽中贏得一枚銅牌。在半決賽中，她輸給薩達特·達爾加托娃，後者贏得了金牌。
2023年3月，哈米多娃參加第13屆世界女子拳擊錦標賽，在四分之一決賽中輸給伊曼·哈利夫；然而，哈利夫因不符合國際拳擊協會的資格標準而被取消資格。根據阿爾及利亞奧林匹克委員會的說法，哈利夫是因為身體原因而被取消資格；後來的報告指出她的睪酮濃度過高，無法參賽。哈米多娃因此獲得銅牌。